# تپه شعبان دره
تپه شعبان دره مربوط به دوره ساسانیان است و در شهرستان ایجرود، بخش مرکزی، دهستان گلابر، ۶۶ متری جنوب روستای سها واقع شده و این اثر در تاریخ ۱۵ دی ۱۳۸۷ با شمارهٔ ثبت ۲۴۰۷۶ به‌عنوان یکی از آثار ملی ایران به ثبت رسیده است.